# گارت رایسمن
گَرِت رایسمن (به انگلیسی: Garrett Erin Reisman) فضانورد یهودی‌الاصل آمریکایی است. وی از مهندسین سازمان ملی هوانوردی و فضایی آمریکا (ناسا) است. وی از اعضای اردوی ۱۶ و اردوی ۱۷ ناسا بود و هم‌اکنون در ایستگاه فضایی بین‌المللی به سر می‌برد.
وی به مناسبت ۶۰ مین سالگرد تشکیل کشور اسرائیل از داخل ایستگاه فضایی بین‌المللی خطاب به شیمعون پرس، رئیس جمهور اسرائیل نوشت:
«من به نام همه فضانوردانی که در ایستگاه فضایی بین‌المللی به سر می‌برند، ۶۰مین زادروز کشور اسرائیل را به شما و مردم اسرائیل شادباش می‌گویم. من به عنوان نخستین فضانورد یهودی، افتخار می‌کنم که یک نسخه از منشور استقلال اسرائیل را با خود به فضای خارجی برده‌ام و هر بار که ایستگاه فضایی بین‌المللی از فراز اسرائیل می‌گذرد، از پنجره آن به سوی خاک اسرائیل می‌نگرم و به هیجان درمی‌آیم».